# 伊凡·齐汉
伊凡·齐汉（白俄罗斯语拉丁字母：Ivan Ryhoravič Cichan，1976年7月24日—）是一名白俄罗斯链球运动员，获得2003年和2007年两枚世界田径锦标赛金牌，以及2008年奥运会铜牌（81.51米）、2016年奥运会银牌（77.79米）。